# Constitución de Islandia

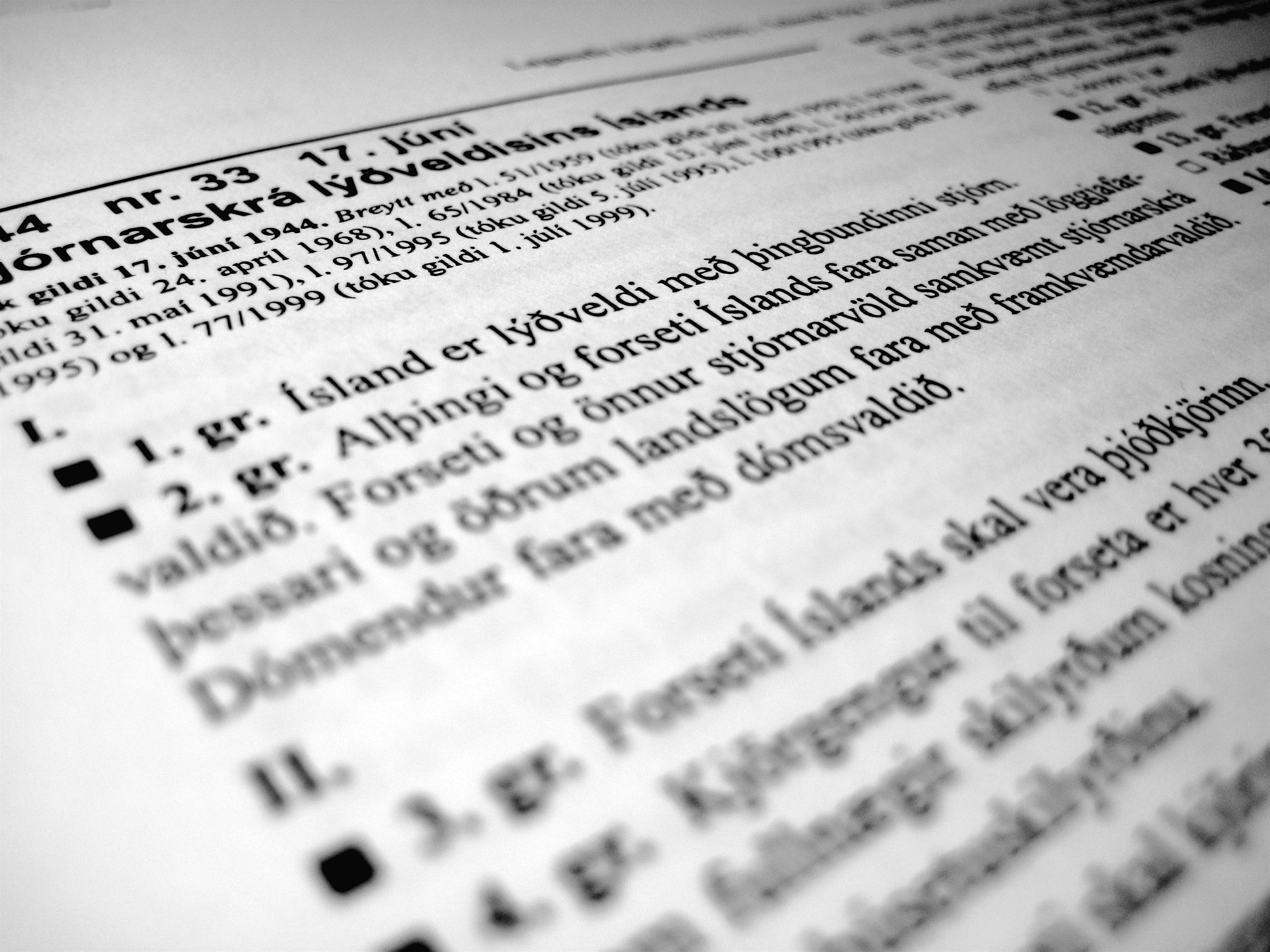
Extracto de la Constitución de Islandia.

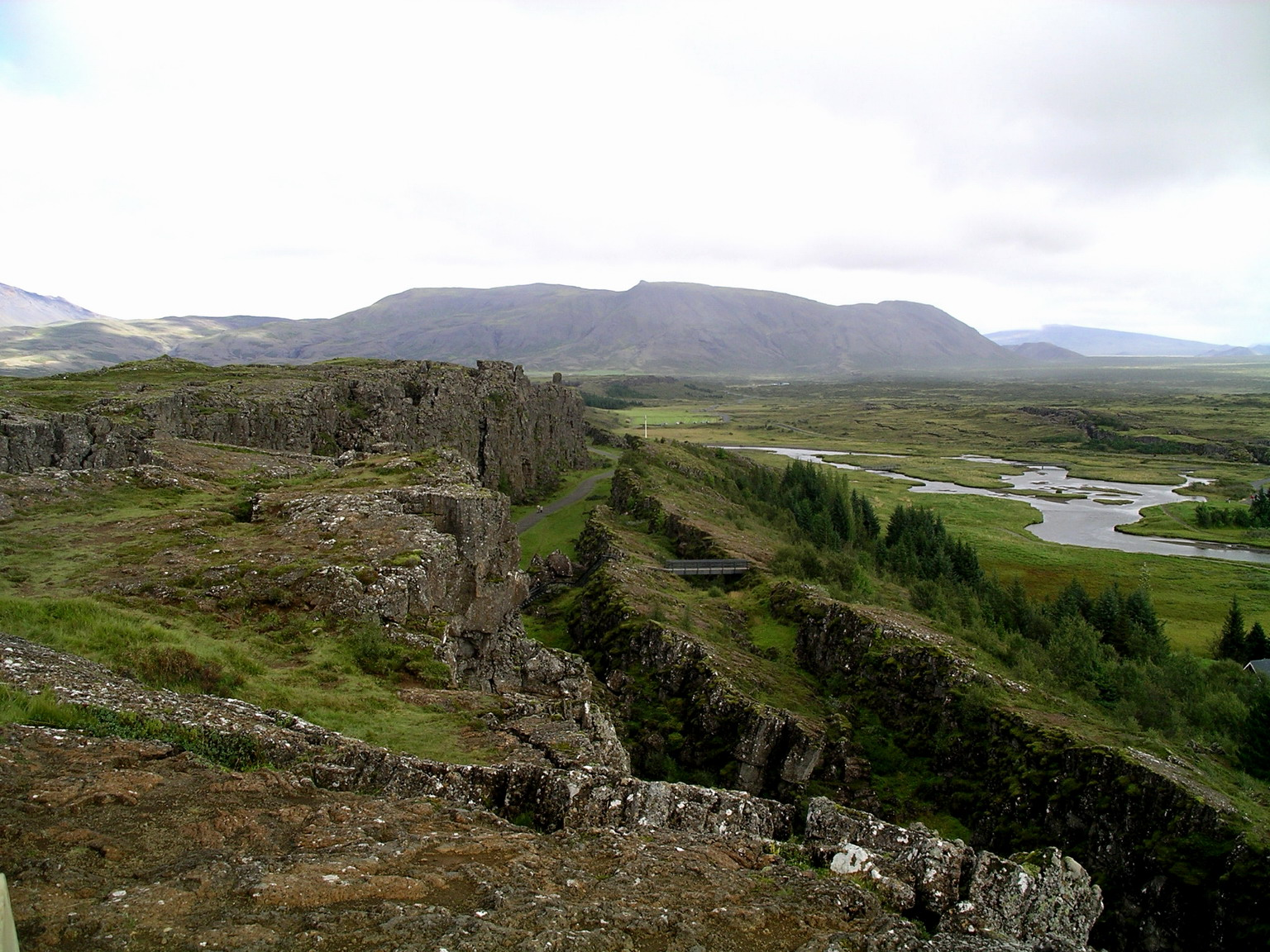
Thingvellir, la sede histórica del Althing vikingo y sitio de la proclamación de la República de Islandia.

La Constitución de Islandia (en islandés: Stjórnarskrá lýdveldisins Íslands "Constitución de la República de Islandia") es la ley suprema de Islandia. Consta de 80 artículos en siete secciones, en los que se establecen la soberanía nacional y los derechos de cada ciudad. La Constitución actual, hasta 2012, se instituyó el 17 de junio de 1944; luego se enmendó en seis ocasiones. Desde 2007, las propuestas para una nueva serie enmiendas se debaten en una comisión especial. 

## Historia
En el siglo XIX, el movimiento de independencia de Islandia ganó influencia, mientras que se intensificaban el nacionalismo y las demandas de aumento de los derechos civiles en Europa continental. En junio de 1849, el Rey de Dinamarca, Federico VII, quien también reinaba sobre el Reino de Islandia, acordó una nueva constitución para Dinamarca y de facto también para Islandia. Esta abolió la monarquía absoluta que existía,  y estableció una de corte constitucional. Sin embargo, esta Constitución no implicó cambios para Islandia, lo que causó malestar en la población local. Antes de 1849, los islandeses controlaban sus asuntos interiores. 
Con la Ley de las Relaciones de 1918, Islandia se convirtió en un Estado autónomo en Dinamarca y dispuso de una Constitución, A principios de 1944, el Althing islandés decidió la anulación de la ley y acordó una nueva Constitución para la cual se organizó un referendo. En este, el 95% de la población votó por una república constitucional. El 17 de junio de 1944, el parlamento se reunió en Thingvellir para ratificar la Constitución y proclamar la posterior independencia de la República de Islandia.